# Forsythe Racing
Forsythe Championship Racing est une écurie américaine de sport automobile. Après avoir longtemps été l'une des écuries majeures du Champ Car, elle a en 2008 restreint son activité au seul championnat Atlantic. 

## Histoire
L'écurie Forsythe Racing, du nom de son fondateur et propriétaire Gerald Gerry Forsythe a commencé à participer au championnat Champ Car (alors baptisé CART) de 1982 à 1985. Dès 1982, elle remporte une course par l'intermédiaire du Mexicain Héctor Rebaque à Elkhart Lake. Mais c'est surtout en 1983 qu'elle brille, le débutant Teo Fabi remportant quatre courses et décrochant la pole position des 500 miles d'Indianapolis 1983. 
L'écurie revient en 1994 sous l'appellation Forsythe-Green Racing avec Barry Green en tant que copropriétaire et le soutien du cigarettier canadien Player's. Jacques Villeneuve termine sixième du championnat avec une victoire, mais Barry Green et Gerry Forsythe se séparent en fin d'année, donnant lieu à la création de deux entités distinctes: le Team Green (qui remporte le titre et l'Indy 500 avec Jacques Villeneuve en 1995) et le Forsythe Racing, qui avec le revenant Teo Fabi obtient des résultats moins brillants.
Le Forsythe Racing retrouve des couleurs dès 1996 avec l'arrivée au sein de l'équipe du jeune pilote canadien Greg Moore, qui décrochera cinq succès de 1997 à 1999. Mais la mort accidentelle de Moore fin 1999, ainsi que des orientations techniques peu payantes font reculer l'écurie dans la hiérarchie et en 2000 et 2001, le duo québécois composé d'Alex Tagliani et de Patrick Carpentier n'est que rarement à la fête, même si Carpentier s'impose sur l'ovale du Michigan en 2001. En 2002, Carpentier s'affirme comme l'un des hommes forts du championnat et remporte deux succès supplémentaires.
En 2003, à la suite du départ vers l'IRL de certaines des meilleures écuries du CART, le Forsythe Racing est avec le Newman/Haas Racing l'une des deux écuries les plus puissantes du plateau. Nouveau venu au sein de l'écurie, Paul Tracy  domine le championnat et offre au Forsythe Racing son premier titre de champion avec 7 victoires, Carpentier se chargeant d'en obtenir une huitième. Ce sera le point d'orgue de l'existence de l'écurie qui dès l'année suivante, est financièrement affaiblie par la perte de Player's, son sponsor historique, et qui subit la domination du Newman/Haas Racing et de Sébastien Bourdais. Symbole des difficultés de l'écurie, pour épauler Tracy, elle est obligée d'engager des pilotes payants en la personne des Mexicains Rodolfo Lavin et Mario Dominguez. En cours de saison 2006, le licenciement de Dominguez et son remplacement par le jeune pilote américain A.J. Allmendinger donne lieu aux dernières grandes heures de l'écurie puisque Allmendinger remporte cinq courses (dont ses trois premières au sein de sa nouvelle équipe) et fait un temps figure de prétentant au titre. Mais dès la fin de l'année, Allmendinger cède aux sirènes de la NASCAR et quitte le Forsythe Racing. 
À l'issue d'une saison 2007 peu concluante (une seule victoire, acquise par Paul Tracy), Gerry Forsythe s'allie avec Dan Pettit (actionnaire minoritaire du PKV Racing, mais surtout propriétaire de l'écurie RuSPORT) pour former le Forsythe/Pettit Racing, alliance des écuries Forsythe et RuSPORT. Mais l'absorption du Champ Car par l'IndyCar Series au cours de l'hiver remet cette alliance en cause. N'ayant pas les ressources budgétaires pour se tourner vers l'IndyCar Series, Gerry Forsythe annonce qu'il limitera l'activité de son écurie au seul championnat Atlantic. Sous le nom de Forsythe Racing, l'écurie devrait néanmoins participer en avril 2008 au Grand Prix de Long Beach, ultime épreuve disputée sous la réglementation Champ Car.

## Anciens pilotes
| Année | Pilotes (victoires)                                                        |
| 1982  | Héctor Rebaque (1) Al Unser Jr. Danny Sullivan                             |
| 1983  | Teo Fabi (4)                                                               |
| 1984  | Teo Fabi Kevin Cogan Corrado Fabi                                          |
| 1985  | Howdy Holmes John Paul Jr. Jan Lammers                                     |
| 1994  | Jacques Villeneuve (1)                                                     |
| 1995  | Teo Fabi                                                                   |
| 1996  | Greg Moore                                                                 |
| 1997  | Greg Moore (2)                                                             |
| 1998  | Greg Moore (2) Patrick Carpentier                                          |
| 1999  | Greg Moore (1) Patrick Carpentier                                          |
| 2000  | Alex Tagliani Patrick Carpentier Memo Gidley                               |
| 2001  | Alex Tagliani Patrick Carpentier (1)                                       |
| 2002  | Alex Tagliani Patrick Carpentier (2)                                       |
| 2003  | Paul Tracy (7) Patrick Carpentier (1)                                      |
| 2004  | Paul Tracy (3) Patrick Carpentier Rodolfo Lavin                            |
| 2005  | Paul Tracy (2) Mario Dominguez                                             |
| 2006  | Paul Tracy Mario Dominguez A.J. Allmendinger (5) David Martinez Buddy Rice |
| 2007  | Paul Tracy (1) Oriol Servia Mario Dominguez David Martinez                 |